# Ferdi Bolland
Ferdinand Derek (Ferdi) Bolland (Port Elizabeth, 5 augustus 1956) is een Nederlandse liedjesschrijver, muziekproducent, zanger en ondernemer. Samen met zijn broer Rob vormde hij het zangduo Bolland & Bolland.   

## Jeugd en vroege carrière
Al in zijn vroege jeugd leerde hij gitaar spelen en begon hij met het schrijven van liedjes. Na de Engelstalige lagere school in Zuid-Afrika, veel verhuizingen en een verblijf van drie jaar in Zuid-Duitsland vestigde het gezin zich in Den Haag waar hij het 2e VCL bezocht. Tijdens zijn middelbareschooltijd kreeg hij op 15-jarige leeftijd met zijn broer een platencontract bij EMI/Bovema en de eerste single “Summer of 71” van Bolland & Bolland werd een hit in Nederland nadat de broers hun televisiedebuut gemaakt hadden in 'Voor de vuist weg' van Willem Duys. Veel hits volgden zoals Wait for the sun, The last Apache, Mexico I can't say goodbye en Spaceman. Na enige jaren werden zij ook door EMI onder contract genomen als ontdekkers en producers voor allerlei nieuwe acts en bandjes. Tournees door Europa en USA en deelname aan het World Popular Songfestival in Tokio, waar zij de Most Outstanding Composition Award wonnen.

## Internationale doorbraak
Begin jaren tachtig richtten zij een eigen bedrijf op waarmee zij internationaal aan de weg timmerden met acts, artiesten en producties die zij zelf financierden. De grote internationale doorbraak kwam met het conceptalbum The Domino Theory over de Amerikaanse oorlog in Vietnam. Het album werd internationaal uitgebracht door het Amerikaanse A&M Records en de deal werd door Jerry Moss, eigenaar van A&M Records, persoonlijk in Parijs met de broers beklonken. De song You're in the army now werd een Europese hit en werd later in 1986 een wereldhit in de versie van de Engelse rockband Status Quo.
De Oostenrijkse superster Falco benaderde de broers in 1985 om voor hem songs te schrijven en zijn producer te worden en in die samenwerking werden in de jaren daarna grote wereldsuccessen geboekt, zoals Rock me Amadeus, dat nummer 1 werd in meer dan 40 landen, waaronder de VS en Groot-Brittannië. De ballade Jeanny werd een van de grootste hits in de Duitse geschiedenis en tientallen single- en albumhits met Falco volgden. Jeanny en Rock me Amadeus waren ook in Nederland grote hits.
Andere internationale sterren waar succesvol mee gewerkt werd, zijn Samantha Fox, Amii Stewart, Ian Gillan (Deep Purple), Barclay James Harvest, Johnny Logan, Dana International, Roger Chapman, Suzi Quatro, Laid Back, New Jersey Artists For Mankind, No Angels, Miguel Bose, Colin Blunstone en vele anderen, In Nederland werd samengewerkt met onder anderen Herman Brood, Rob de Nijs, Katja Schuurman, BED, WOW, O Die 3, Follow That Dream, René Froger, Gerard Joling, Pia Douwes, Hans & Candy Dulfer, André Hazes.
Ferdi Bolland was met zijn broer componist en tekstdichter van een aantal succesvolle musicals zoals Falco – a Cyber Happening, Falco meets Amadeus (1,5 miljoen bezoekers in Duitsland) en 3 Musketiers van Joop van den Ende, een hitmusical in Nederland en Duitsland. Ook werden muziek en soundtracks gemaakt voor bioscoopfilms als Abeltje, Babs en Verdammt wir leben noch en Duitse tv shows als Tatort en de Rudi Carrell Show.

## Latere carrière
In 2000 besloten de broers hun samenwerking te beëindigen en ieder hun eigen weg te gaan. Alleen nog voor de musical '3 Musketiers' werkten zij op verzoek van Joop van den Ende in 2003 weer succesvol samen en ook in 2007 voor de bioscoopfilm hit Verdammt wir leben noch over het leven van de overleden ster Falco. Op 20 mei 2006 waren de twee broers te gast in Dit was het nieuws.
Ferdi Bolland richtte in 2001 zijn eigen bedrijf Ferdi Bolland Productions op en gelieerde muziekuitgeverijen Ferdi Bolland Songs & Ferdi Bolland Music Publishing. Later volgden het platenlabel F B Records en FB Media & Events. Activiteiten zijn muziekproductie, lancering nieuwe artiesten & acts, televisie formats, muziekuitgeverij en concepten voor nieuwe media, musicals en live-events. Succesvol was zijn televisieformat Twinzz bij de TROS-televisie in 2008/2009, een talentenjacht in coproductie met Tuvalu Media voor identieke tweelingen dat via een afspraak met SPTI ook aan andere landen verkocht werd. In 2009/2010 was Ici Les Enfoirées, een charity single/album met tien Franse topartiesten, de grootste hit van het jaar in Frankrijk met 1,2 miljoen verkochte exemplaren. Via FB Records/NRGY werd het succesvolste voetbalproject van het EK 2012 gelanceerd, een album met RTL-televisiesterren Johan Derksen en Wilfred Genee. Het album met als gasten Edwin Evers, Gerard Joling, Bennie Jolink en Kees Jansma, een idee van Ferdi Bolland, werd platina in Nederland met drie gouden singles. Ook worden tunes voor televisieprogramma's en commercials gemaakt door zijn bedrijf. 
Ferdi Bolland was te zien als muziekkenner bij televisieprogramma's als Koffie Max, RTL Boulevard, SBS Shownieuws, EenVandaag, Tijd voor Max en was jurylid en coach bij onder andere Popstars, Bijna Beroemd, Twinzz, Falco – die Show in Duitsland en Helden von Morgen in Oostenrijk.
Het omvangrijke 3-CD & DVD project Falco 60 (n.a.v. de 60ste verjaardag van de Weense superster) was zeer succesvol in Duitsland, Oostenrijk en Zwitserland, waar de releases de top van de hitlijsten haalden, ondersteund door een grote RTV/Nieuwe media campagne. Ook de nieuwe musicalproductie Falco das Musical was een succes in Duitsland, Zwitserland en Oostenrijk. De nieuwe pop/rock musical beleefde haar televisiepremière in de populaire Duitse Helene Fischer Show op 1e kerstdag 2016, met meer dan 6 miljoen kijkers.
In 2022 nam hij deel aan het AvroTros televisieprogramma Beste Zangers, trad hij op in het EO Kerst Gala Stralend Kerstfeest en de RTL 4 Show DNA Singers, samen met zijn oudste dochter Robin Tess. Ook trad hij op tijdens het Beste Zangers Live Event in Ahoy. In 2023 was Bolland te zien als secret singer in het televisieprogramma Secret Duets.

Ferdi Bolland is als creative director, componist en tekstschrijver betrokken bij de grootschalige Vereinigte Buhnen Wien musicalproductie 'Rock me Amadeus - das Falco Musical' die in Wenen in première gaat en daarna ook te zien zal zijn in Duitsland, Japan en Zuid Korea.
Bolland is al jaren ambassadeur van de Nationale Kunstweek.

## Prijzen en verkopen
Meer dan 67 miljoen exemplaren van songs en producties wereldwijd verkocht. 
Vijf exportprijzen van de Stichting Conamus/Buma Cultuur alsmede de Gouden & Zilveren Harp.
Meer dan 150 gouden en platina platen en de Amerikaanse Ampex Golden Reel Award.

## Privé
Bolland is getrouwd en vader van twee dochters. Hij was eerder getrouwd met zangeres Sandra Reemer.
- Gemeinsame Normdatei: 134332946
- International Standard Name Identifier: 0000 0001 2141 2889
- Nationale Bibliotheek van Letland: 000097610
- MusicBrainz: 74037cd6-174d-4b62-9581-096da221c066
- Nationale Bibliotheek van Tsjechië: xx0071778
- Nationale Bibliotheek van Polen: a0000002532041
- Nationale en Universitaire bibliotheek Zagreb: 000065209
- Nederlandse Thesaurus van Auteursnamen: 071574220
- Virtual International Authority File: 79580941
- WorldCat: E39PBJbCGdDRfj3FyJpBCJb68C